# L'Herbergement
L'Herbergement är en kommun i departementet Vendée i regionen Pays de la Loire i västra Frankrike. Kommunen ligger i kantonen Rocheservière som tillhör arrondissementet La Roche-sur-Yon. År 2022 hade L'Herbergement 3 437 invånare.

## Befolkningsutveckling
Antalet invånare i kommunen L'Herbergement
| Referens: INSEE |